# Bătrâna
Bătrâna é uma comuna romena localizada no distrito de Hunedoara, na região histórica da Transilvânia. A comuna possui uma área de 85.00 km² e sua população era de 161 habitantes segundo o censo de 2007.